# 古河站 (日本)
古河站（日语：／ Koga eki */?）是位於日本茨城縣古河市，屬於東日本旅客鐵道（JR東日本）宇都宮線（東北本線）鐵路車站。此站是宇都宮線上唯一位於茨城縣內的車站。

## 車站構造
本站為島式月台2面4線的高架車站。

### 月台配置
| 月台 | 路線                  | 方向 | 目的地                                                            | 備註                      |
| ---- | --------------------- | ---- | ----------------------------------------------------------------- | ------------------------- |
| 1・2 | ■宇都宮線（東北本線） | 下行 | 小山、宇都宮、黑磯方向                                            |                           |
| 3、4 | ■宇都宮線（東北本線） | 上行 | 大宮、東京、新宿、橫濱、大船方向 （包括■湘南新宿線、■上野東京線） | 此站始發列車於1號月台開出 |

（來源：JR東日本:車站構內圖 （页面存档备份，存于））
早上繁忙時間有本站往上野的始發電車。夜間是「Home Liner古河」號的終點站。

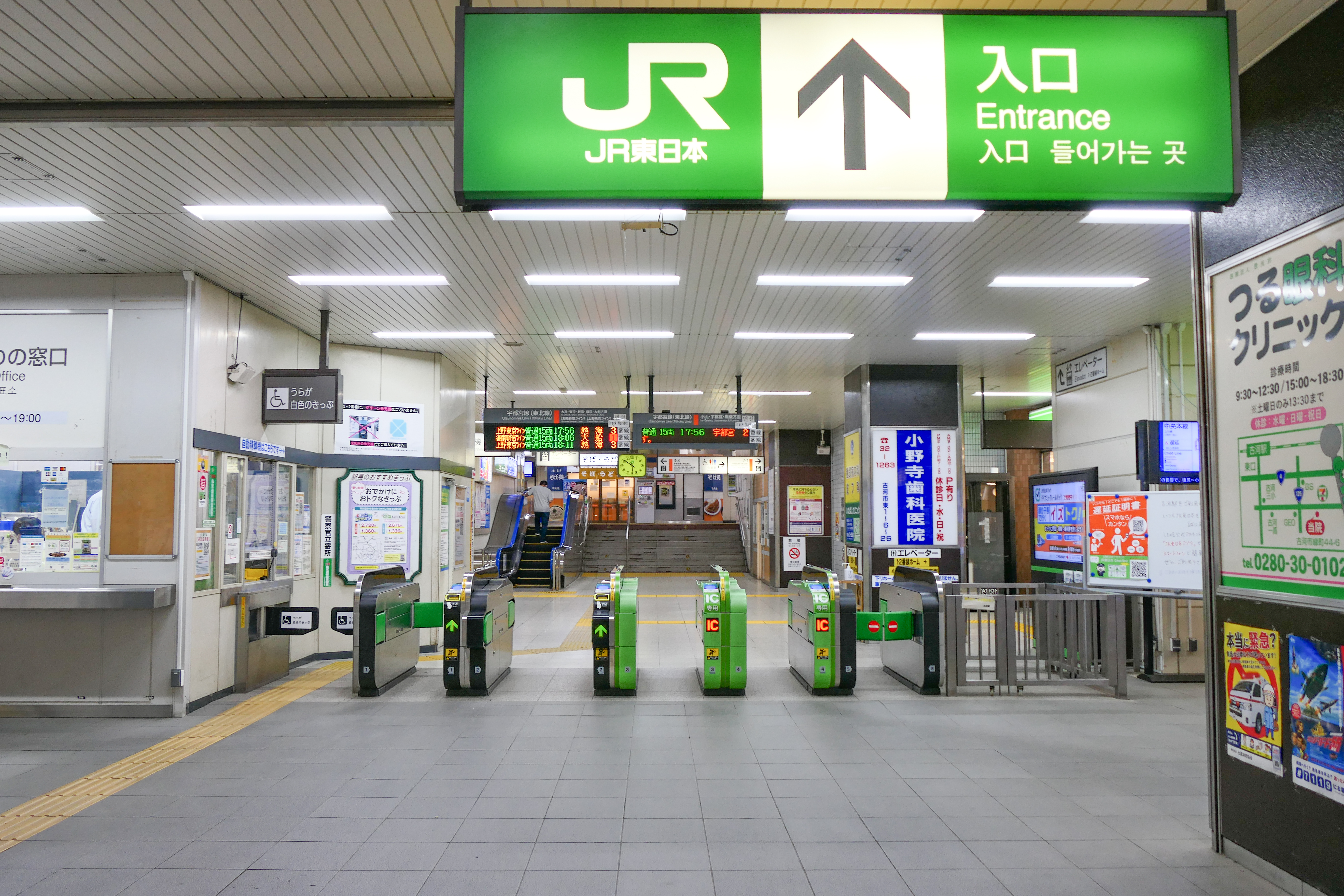
驗票閘口（2022年6月）
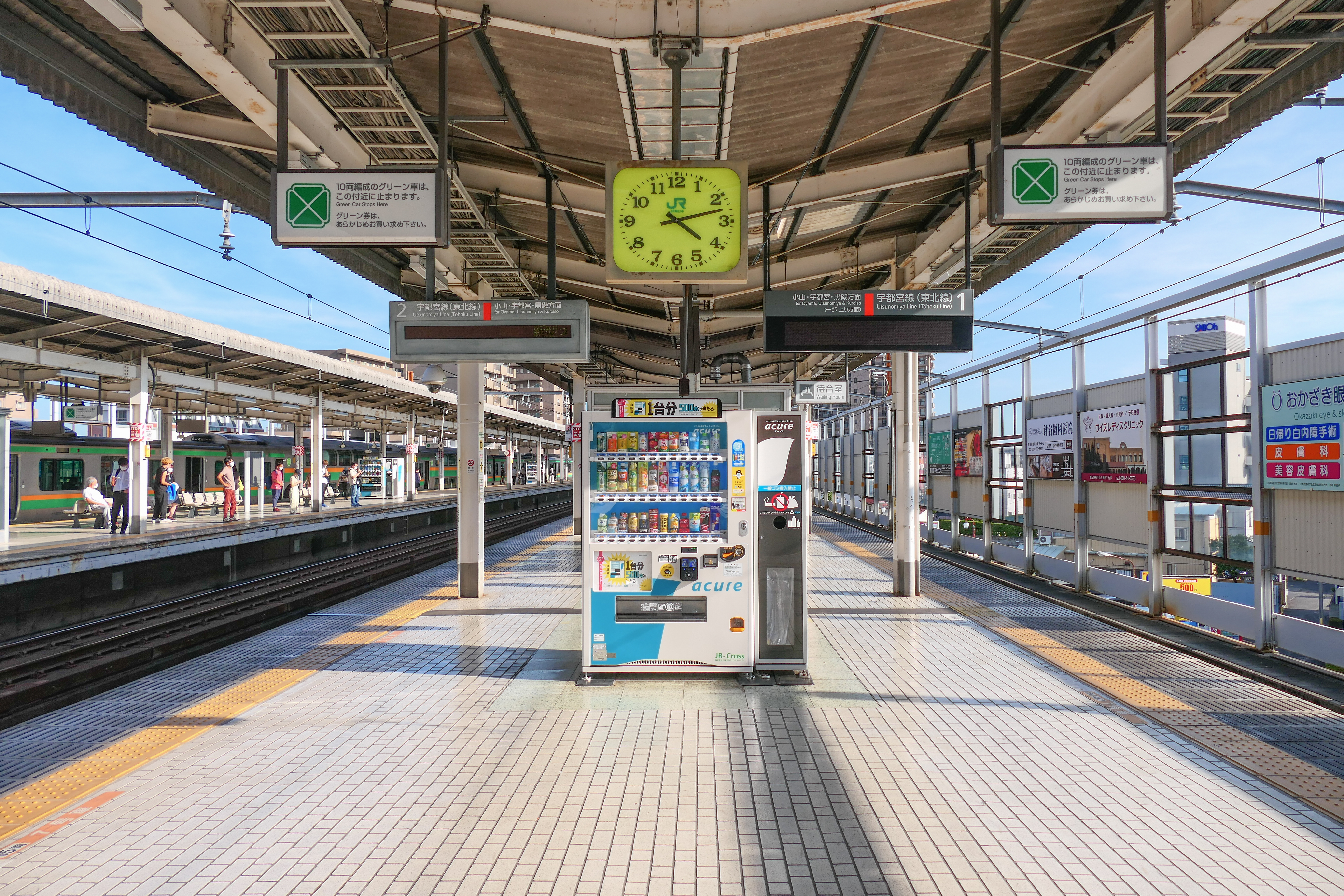
1號與2號月台（2022年8月）
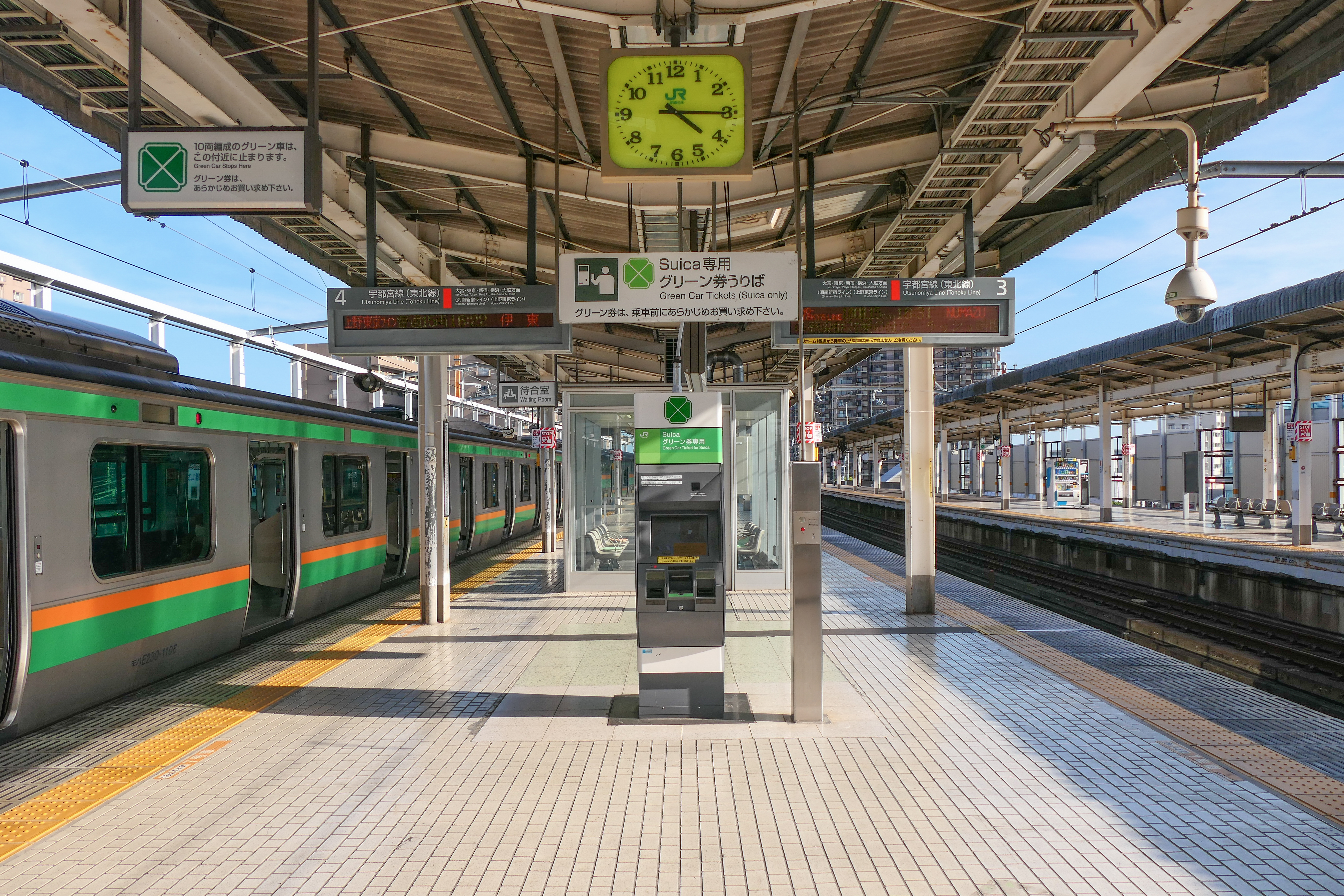
3號與4號月台（2022年8月）

## 使用情況
2019年（令和元年）度1日平均上車人次為13,050人。茨城縣內站當中次於水戶站、取手站、守谷站、筑波站、土浦站排行第6位。
近年1日平均上車人次推移如下表。
| 年度               | 1日平均 上車人次 |
| ------------------ | ---------------- |
| 1997年（平成09年） | 16,589           |
| 1998年（平成10年） | 16,260           |
| 1999年（平成11年） | 15,993           |
| 2000年（平成12年） | 15,606           |
| 2001年（平成13年） | 15,388           |
| 2002年（平成14年） | 15,046           |
| 2003年（平成15年） | 15,025           |
| 2004年（平成16年） | 14,858           |
| 2005年（平成17年） | 14,570           |
| 2006年（平成18年） | 14,443           |
| 2007年（平成19年） | 14,362           |
| 2008年（平成20年） | 14,282           |
| 2009年（平成21年） | 13,810           |
| 2010年（平成22年） | 13,603           |
| 2011年（平成23年） | 13,437           |
| 2012年（平成24年） | 13,589           |
| 2013年（平成25年） | 13,798           |
| 2014年（平成26年） | 13,511           |
| 2015年（平成27年） | 13,579           |
| 2016年（平成28年） | 13,473           |
| 2017年（平成29年） | 13,477           |
| 2018年（平成30年） | 13,345           |
| 2019年（令和元年） | 13,050           |

## 車站周邊

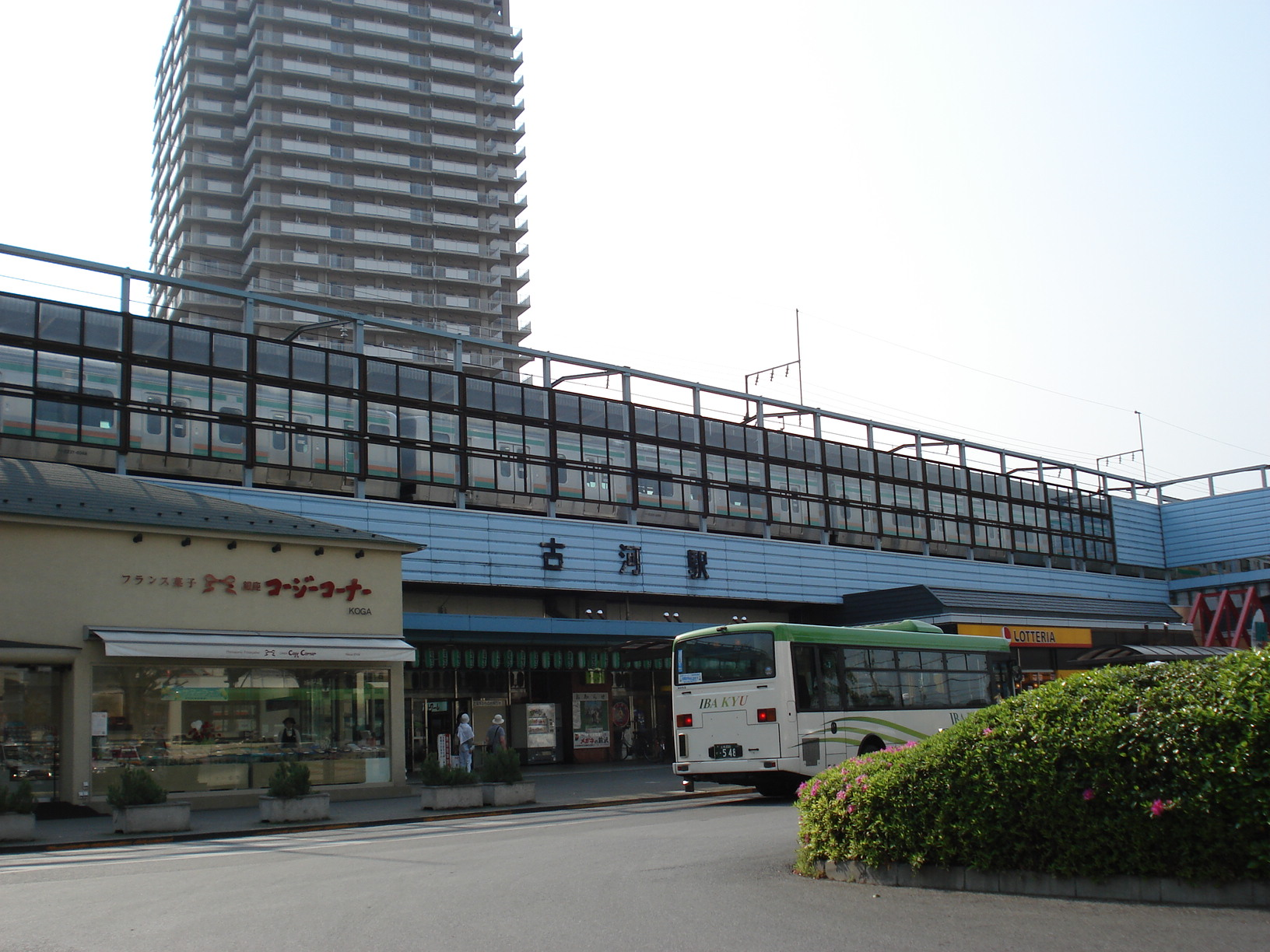
車站東口

- VAL古河
- 古河文學館
- 古河历史博物館
- 浄円寺
- 古河市役所古河廳舎
- 陸上自衛隊古河駐屯地
- JR巴士關東古河站前案内所
- 茨城縣道312號古河停車場線（西口側）

### 巴士路線
東口
- 北茂呂車庫、諸川、友愛記念病院 行（茨急巴士）
- 東古河妻線：大網、松本 行（JR巴士關東）
- 駒羽根循環（JR巴士關東）
- 急行號　運轉免許中心 行（關鐵パープル巴士）

西口
- 栗橋站 行（茨急巴士）
- 古河車庫 行（茨急巴士）
- 境車庫 行（朝日巴士）

## 历史
- 1885年（明治18年）7月16日：日本鐵道古河站開業。
- 1906年（明治39年）11月1日：日本鐵道被國有化，成為日本國有鐵道（日本國鐵）車站。
- 1984年（昭和59年）4月12日：本站高架化。
- 1987年（昭和62年）4月1日：國鐵分割民營化，本站由JR東日本接手經營。

## 相鄰車站
東日本旅客鐵道
■宇都宮線
■通勤快速、■快速「Rabbit」
久喜－古河－小山
■普通
栗橋－古河－野木

### 使用情況
1. ↑  統計古河 （页面存档备份，存于） - 古河市

JR東日本2000年度以後上車人次
1. ↑  各駅の乗車人員（2000年度） （页面存档备份，存于） - JR東日本
2. ↑  各駅の乗車人員（2001年度） （页面存档备份，存于） - JR東日本
3. ↑  各駅の乗車人員（2002年度） （页面存档备份，存于） - JR東日本
4. ↑  各駅の乗車人員（2003年度） （页面存档备份，存于） - JR東日本
5. ↑  各駅の乗車人員（2004年度） （页面存档备份，存于） - JR東日本
6. ↑  各駅の乗車人員（2005年度） （页面存档备份，存于） - JR東日本
7. ↑  各駅の乗車人員（2006年度） （页面存档备份，存于） - JR東日本
8. ↑  各駅の乗車人員（2007年度） （页面存档备份，存于） - JR東日本
9. ↑  各駅の乗車人員（2008年度） （页面存档备份，存于） - JR東日本
10. ↑  各駅の乗車人員（2009年度） （页面存档备份，存于） - JR東日本
11. ↑  各駅の乗車人員（2010年度） （页面存档备份，存于） - JR東日本
12. ↑  各駅の乗車人員（2011年度） （页面存档备份，存于） - JR東日本
13. ↑  各駅の乗車人員（2012年度） （页面存档备份，存于） - JR東日本
14. ↑  各駅の乗車人員（2013年度） （页面存档备份，存于） - JR東日本
15. ↑  各駅の乗車人員（2014年度） （页面存档备份，存于） - JR東日本
16. ↑  各駅の乗車人員（2015年度） （页面存档备份，存于） - JR東日本
17. ↑  各駅の乗車人員（2016年度） （页面存档备份，存于） - JR東日本
18. ↑  各駅の乗車人員（2017年度） （页面存档备份，存于） - JR東日本
19. ↑  各駅の乗車人員（2018年度） （页面存档备份，存于） - JR東日本
20. ↑  各駅の乗車人員（2019年度） （页面存档备份，存于） - JR東日本

## 外部連結
- 車站資訊（古河）：東日本旅客鐵道

36°11′41.04″N 139°42′34.35″E / 36.1947333°N 139.7095417°E